# Basiliek van Sint-Jakobus de Meerdere
De Basiliek van Sint-Jakobus de Meerdere (Italiaans: Basilica di San Giacomo Maggiore) is een basiliek aan de Piazza Rossini in de Italiaanse stad Bologna. Deze kerk is toegewijd aan Jakobus de Meerdere, afgewerkt in 1341 toen de apsis werd voltooid. Ze herbergt een aantal belangrijke kunstwerken uit de renaissance en de 16e-eeuwse Bolognese schilderkunst.
De Augustijnen verwierven hier in 1267 een terrein. De voorgevel werd in 1295 opgetrokken door de Milanees Egidio da Campignano in een sobere romaanse stijl met enkele gotische elementen. Met steun van de machtige Bolognese patriciërsfamilie Bentivoglio werd het interieur van de kerk in de 15e eeuw verrijkt en kreeg ze in 1471 een renaissancetoren. Het portiek geeft toegang tot twee kloosters.

## Kunstwerken
In de basiliek zijn kunstwerken te zien van onder meer Lorenzo Costa, Pellegrino Tibaldi, Pagno di Lapo Portigiani; het altaarstuk is van Francesco Raibolini (ca. 1494). Het graf van Anton Galeazzo Bentivoglio was het werk van Jacopo della Quercia (1438). Ook schilderijen van Paolo Veneziano en van Bartolomeo Cesi zijn er te zien. Denys Calvaert die in Bologna werkte en overleed mocht de kerk versieren met een van zijn schilderijen.

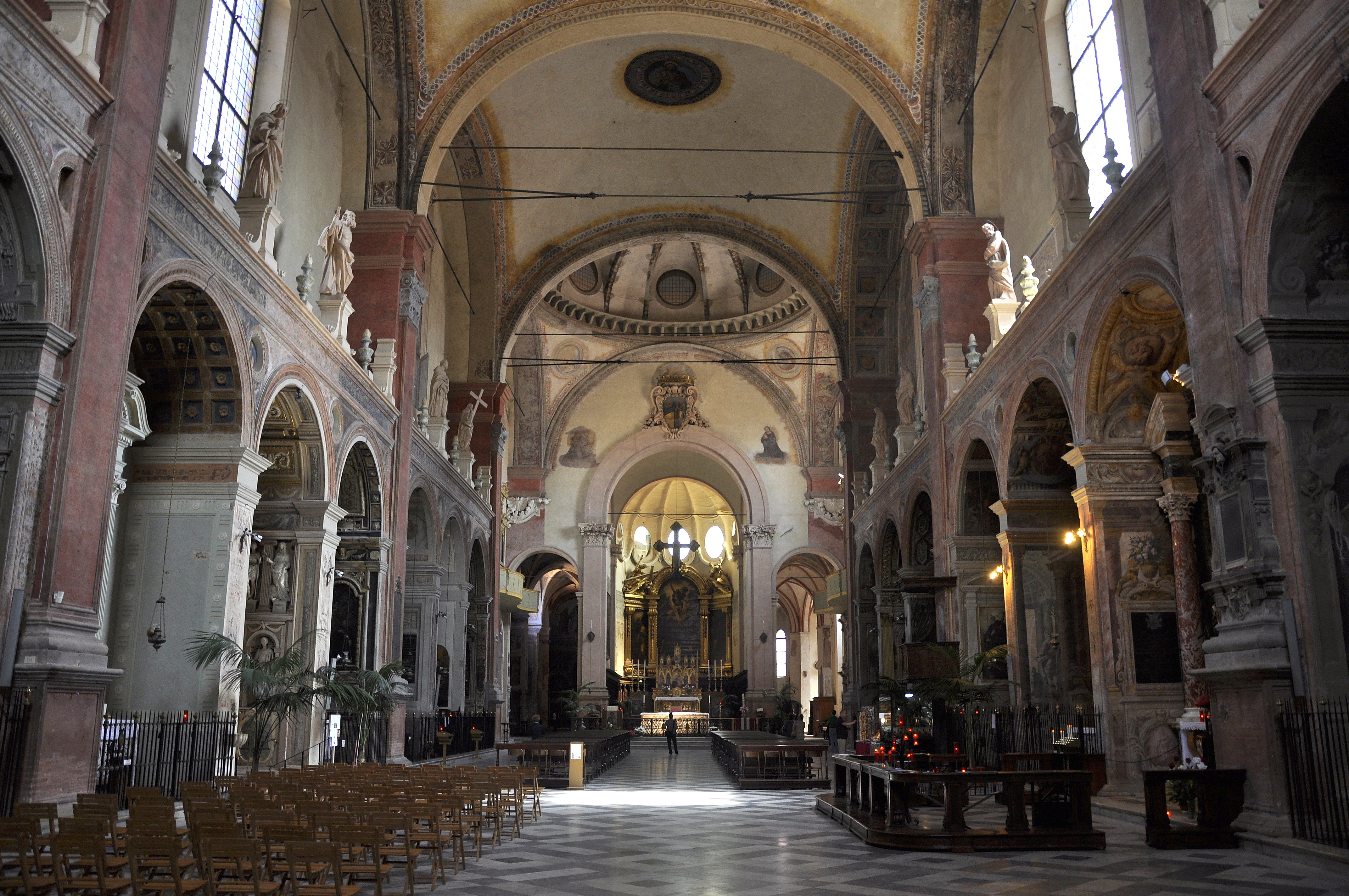
Het interieur van de basiliek
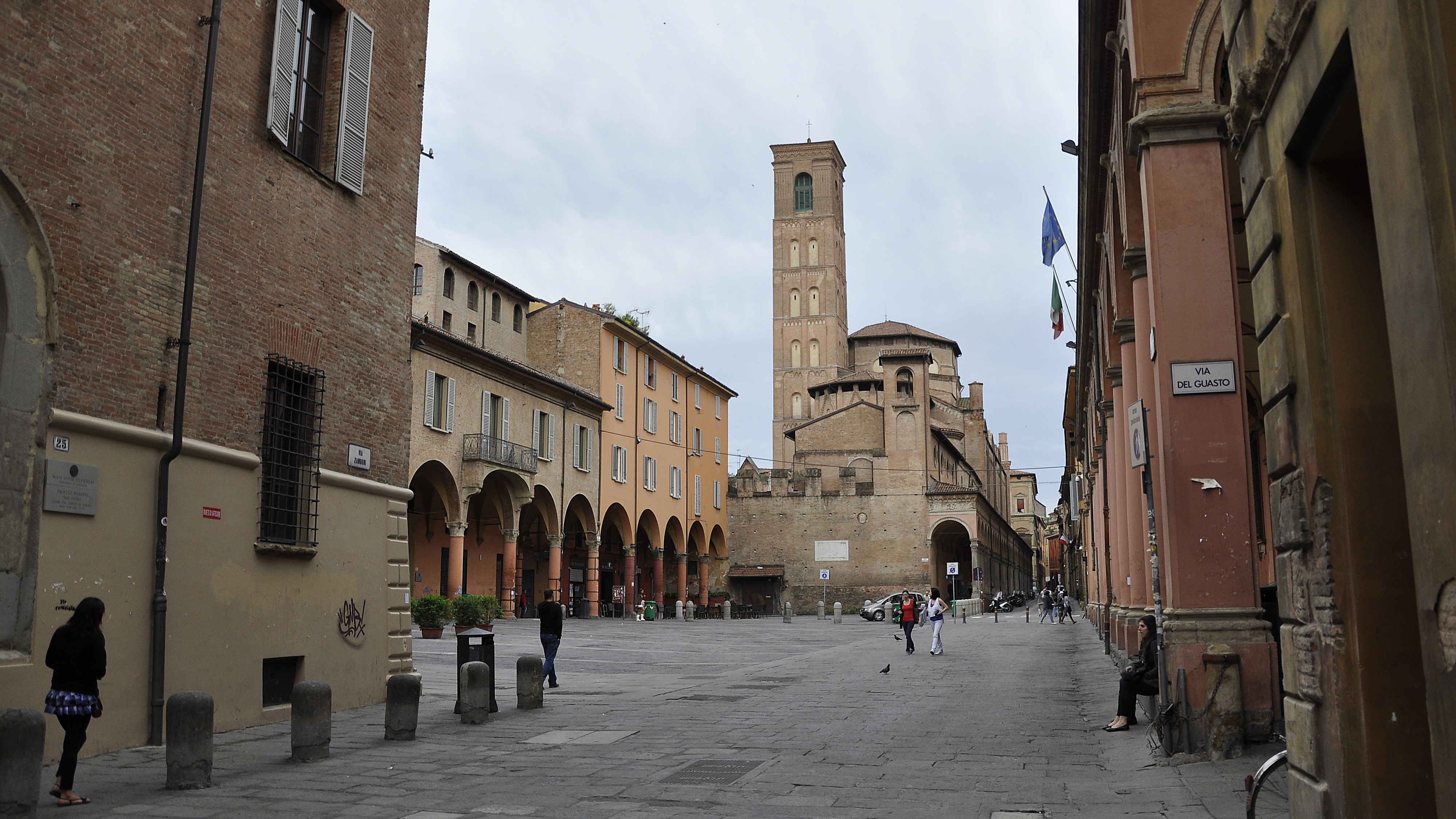
De basiliek en haar toren vanaf de Piazza Giuseppe Verdi

- Gemeinsame Normdatei: 4500584-9
- Library of Congress Control Number: nr00040010
- Virtual International Authority File: 129447214
- WorldCat: E39PBJrm3YFPrHvW4hqgd63CwC